# Qarah Kūl
Qarah Kūl (persiska: قَرِه كول, قَرَكُل, كَرَكُل, قَرِه كُول, قَرِه كُل, قره كول, Qareh Kūl) är en ort i Iran.   Den ligger i provinsen Zanjan, i den nordvästra delen av landet, 300 km väster om huvudstaden Teheran. Qarah Kūl ligger 1 921 meter över havet och antalet invånare är 423.
Terrängen runt Qarah Kūl är lite bergig.Runt Qarah Kūl är det ganska glesbefolkat, med 47 invånare per kvadratkilometer. Närmaste större samhälle är Esfajīn, 19,5 km öster om Qarah Kūl. Trakten runt Qarah Kūl består i huvudsak av gräsmarker.